# Vasalunds IF
Vasalunds IF är en fotbollsförening i Solna i Stockholms län grundad år 1934. Föreningens hemmaarena är Skytteholms IP. Vasalund spelar säsongen 2024 i Ettan Norra.

## Historia

### De första åren
Vasalund bildades den 1 februari 1934 när sju unga män träffades på Rahms Kafé vid korsningen Råsundavägen/Södra Långgatan. 

### Nära allsvenskan
Vid två tillfällen har Vasalund varit mycket nära att ta sig till Allsvenskan, men förlorat på sämre målskillnad. Första gången var säsongen 1989 då man var så nära allsvenskt spel som man kan vara – utan att komma dit. Vasalund spelade oavgjort i sista omgången i gamla Division 1 Norra och ledde därmed serien på bättre målskillnad än tvåan Hammarby IF, som behövde vinna med minst sex måls marginal i sin match för att gå förbi Vasalund i tabellen och ta första platsen. I 90:e minuten ledde Hammarby borta mot Karlstads BK med 4–0 men behövde göra ytterligare två mål för att gå om Vasalund, vilket innebar att man var i Allsvenskan. På övertid forcerade emellertid Hammarby in 2 mål och vann matchen med 6–0. Hammarby gick därmed till Allsvenskan på fler gjorda mål; båda lagen slutade på samma poängantal och +/– i antalet mål var även det lika.
Säsongen 1993 slutade Vasalund på andraplats i Division 1 Norra vilket innebar kvalspel till Allsvenskan mot Örebro SK. I första matchen nådde laget 2–2 hemma på Skytteholms IP. Returmatchen på Eyravallen i Örebro slutade 0-0. Därmed försvarade Örebro SK sin allsvenska plats via fler gjorda mål på bortaplan.
1997 åkte Vasalund ut ur den näst högsta serien. Klubben hade spelat med fler än då tillåtna 3 icke EU/ESS-medborgare i nio matcher, varför SvFF fattade beslutet att frånta Vasalund 10 poäng (som istället tillföll andra lag). 

### 2000-talet
Vasalund slogs 2002 samman med Essinge IK (bildad 1919) under namnet Vasalund/Essinge IF. På årsmötet 21 november 2007 beslutades det om att avsluta samarbetet och att namnet Vasalunds IF skulle återtas inför säsongen 2008. Den säsongen lyckades klubben ta sig upp till Superettan via kvalspel. Säsongen i Superettan 2009 slutade med nedflyttning. 2015 var Vasalund bara ett enda mål från att åka ned i division 2. 2016 anställdes förre AIK-spelaren Pascal Simpson som tränare. Laget lyfte sig rejält och i sista omgången spelade man seriefinal mot Brommapojkarna om vilket lag som skulle nå Superettan. BP vann med 3–0 på Grimsta och tog direktplatsen medan Vasalund fick kvala. I kvalet ställdes man mot Syrianska som vann dubbelmötet. Inför säsongen 2017 tog Kalle Karlsson över som tränare. I augusti 2017 skrällde Vasalund genom att slå ut allsvenska AFC Eskilstuna och avancera till Svenska cupens gruppspel. Bara tolv dagar senare, då Vasalund halkat ned till elfte plats i tabellen, tre poäng ovanför nedflyttningsstrecket, valde klubben att peta Kalle Karlsson från rollen som huvudtränare och istället ta in Carlos Banda. Efter blott fem matcher (en vinst, fyra förluster) blev även Banda sparkad. Babar Rehman flyttades upp som huvudansvarig sista fyra omgångarna men kunde inte förhindra en degradering till division 2. Genom ett samarbete mellan AIK Fotboll och Vasalunds IF var Nebojša Novaković Vasalunds tränare från 2018 till 2019. Säsongen 2020 vann Vasalund Ettan Norra och gick därmed upp i Superettan. Vasalund slutade näst sist i Superettan 2021 och flyttades ned till Ettan Norra igen.

## Romario Cup
Vasalunds IF arrangerar årligen fotbollsturneringen Romario Cup för pojkar från 7 till 12 års ålder. Den har namn efter smeknamnet till den mördade  Ahmed Ibrahim (1985–2008), som inledde sin fotbollskarriär i FC Inter Orhoy, en förening som efter flera sammanslagningar uppgått i Vasalunds IF. Turneringen arrangeras under ett veckoslut i mitten av oktober och samlade 90 lag år 2022.

## Tabellplaceringar
| Säsong  | Nivå   | Division   | Sektion                        | Placering | Upp- eller nedflyttning                               |
| ------- | ------ | ---------- | ------------------------------ | --------- | ----------------------------------------------------- |
| 1951-52 | Nivå 4 | Division 4 | Östsvenska                     | 3         |                                                       |
| 1952-53 | Nivå 4 | Division 4 | Östsvenska                     | 2         | Uppflyttning                                          |
| 1953-54 | Nivå 3 | Division 3 | Östra Svealand                 | 6         |                                                       |
| 1954-55 | Nivå 3 | Division 3 | Östra Svealand                 | 2         |                                                       |
| 1955-56 | Nivå 3 | Division 3 | Östra Svealand                 | 7         |                                                       |
| 1956-57 | Nivå 3 | Division 3 | Östra Svealand                 | 1         | Uppflyttning                                          |
| 1957-58 | Nivå 2 | Division 2 | Svealand                       | 10        | Nedflyttning                                          |
| 1959    | Nivå 3 | Division 3 | Östra Svealand                 | 9         | Nedflyttning                                          |
| 1960    | Nivå 4 | Division 4 | Stockholm Norra                | 6         |                                                       |
| 1961    | Nivå 4 | Division 4 | Stockholm Norra                | 12        | Nedflyttning                                          |
| 1962    | Nivå 5 | Division 5 | Norra                          | 5         |                                                       |
| 1963    | Nivå 5 | Division 5 | Norra                          | 4         |                                                       |
| 1964    | Nivå 5 | Division 5 | Norra                          | 4         |                                                       |
| 1965    | Nivå 5 | Division 5 | Norra                          | 2         | Uppflyttning                                          |
| 1966    | Nivå 4 | Division 4 | Stockholm Norra                | 8         |                                                       |
| 1967    | Nivå 4 | Division 4 | Stockholm Norra                | 3         |                                                       |
| 1968    | Nivå 4 | Division 4 | Stockholm/Uppland              | 5         |                                                       |
| 1969    | Nivå 4 | Division 4 | Stockholm/Uppland              | 7         |                                                       |
| 1970    | Nivå 4 | Division 4 | Stockholm/Uppland              | 3         |                                                       |
| 1971    | Nivå 4 | Division 4 | Stockholm/Uppland              | 2         |                                                       |
| 1972    | Nivå 4 | Division 4 | Stockholm/Uppland              | 4         |                                                       |
| 1973    | Nivå 4 | Division 4 | Stockholm Norra                | 7         |                                                       |
| 1974    | Nivå 4 | Division 4 | Stockholm Norra                | 1         | Uppflyttning                                          |
| 1975    | Nivå 3 | Division 3 | Östra Svealand                 | 4         |                                                       |
| 1976    | Nivå 3 | Division 3 | Östra Svealand                 | 1         | Uppflyttning                                          |
| 1977    | Nivå 2 | Division 2 | Norra                          | 10        |                                                       |
| 1978    | Nivå 2 | Division 2 | Norra                          | 10        |                                                       |
| 1979    | Nivå 2 | Division 2 | Norra                          | 5         |                                                       |
| 1980    | Nivå 2 | Division 2 | Norra                          | 3         |                                                       |
| 1981    | Nivå 2 | Division 2 | Norra                          | 3         |                                                       |
| 1982    | Nivå 2 | Division 2 | Norra                          | 5         |                                                       |
| 1983    | Nivå 2 | Division 2 | Norra                          | 8         |                                                       |
| 1984    | Nivå 2 | Division 2 | Norra                          | 7         |                                                       |
| 1985    | Nivå 2 | Division 2 | Norra                          | 9         |                                                       |
| 1986    | Nivå 2 | Division 2 | Norra                          | 6         |                                                       |
| 1987    | Nivå 2 | Division 1 | Norra                          | 11        |                                                       |
| 1988    | Nivå 2 | Division 1 | Norra                          | 3         |                                                       |
| 1989    | Nivå 2 | Division 1 | Norra                          | 2         |                                                       |
| 1990    | Nivå 2 | Division 1 | Norra                          | 2         |                                                       |
| 1991    | Nivå 2 | Division 1 | Vårettan Östra/Höstettan Norra | 2/1       | Kvalspel för uppflyttning, omgång 1 - Ej uppflyttning |
| 1992    | Nivå 2 | Division 1 | Vårettan Östra/Höstettan Norra | 2/2       |                                                       |
| 1993    | Nivå 2 | Division 1 | Norra                          | 2         | Kvalspel för uppflyttning - Ej uppflyttning           |
| 1994    | Nivå 2 | Division 1 | Norra                          | 4         |                                                       |
| 1995    | Nivå 2 | Division 1 | Norra                          | 3         |                                                       |
| 1996    | Nivå 2 | Division 1 | Norra                          | 10        |                                                       |
| 1997    | Nivå 2 | Division 1 | Norra                          | 14        | Nedflyttning                                          |
| 1998    | Nivå 3 | Division 2 | Östra Svealand                 | 4         |                                                       |
| 1999    | Nivå 3 | Division 2 | Östra Svealand                 | 2         |                                                       |
| 2000    | Nivå 3 | Division 2 | Västra Svealand                | 10        | Kvalspel för nedflyttning - Nedflyttning              |
| 2001    | Nivå 4 | Division 3 | Norra Svealand                 | 3         |                                                       |
| 2002    | Nivå 4 | Division 3 | Norra Svealand                 | 1         | Uppflyttning                                          |
| 2003    | Nivå 3 | Division 2 | Östra Svealand                 | 7         | (Vasalund/Essinge IF)                                 |
| 2004    | Nivå 3 | Division 2 | Östra Svealand                 | 2         | (Vasalund/Essinge IF)                                 |
| 2005    | Nivå 3 | Division 2 | Östra Svealand                 | 2         | Uppflyttning (Vasalund/Essinge IF)                    |
| 2006*   | Nivå 3 | Division 1 | Norra                          | 4         | (Vasalund/Essinge IF)                                 |
| 2007    | Nivå 3 | Division 1 | Norra                          | 3         | (Vasalund/Essinge IF)                                 |
| 2008    | Nivå 3 | Division 1 | Norra                          | 2         | Kvalspel för uppflyttning - Uppflyttning              |
| 2009    | Nivå 2 | Superettan |                                | 16        | Nedflyttning                                          |
| 2010    | Nivå 3 | Division 1 | Norra                          | 5         |                                                       |
| 2011    | Nivå 3 | Division 1 | Norra                          | 6         |                                                       |
| 2012    | Nivå 3 | Division 1 | Norra                          | 4         |                                                       |
| 2013    | Nivå 3 | Division 1 | Norra                          | 7         |                                                       |
| 2014    | Nivå 3 | Division 1 | Norra                          | 5         |                                                       |
| 2015    | Nivå 3 | Division 1 | Norra                          | 11        |                                                       |
| 2016    | Nivå 3 | Division 1 | Norra                          | 2         | Kvalspel för uppflyttning - Ej uppflyttning           |
| 2017    | Nivå 3 | Division 1 | Norra                          | 12        | Nedflyttning                                          |
| 2018    | Nivå 4 | Division 2 | Norra Svealand                 | 1         | Uppflyttning                                          |
| 2019    | Nivå 3 | Division 1 | Norra                          | 6         |                                                       |
| 2020    | Nivå 3 | Ettan      | Norra                          | 1         | Uppflyttning                                          |
| 2021    | Nivå 2 | Superettan |                                | 15        | Nedflyttning                                          |
| 2022    | Nivå 3 | Ettan      | Norra                          | 3         |                                                       |
| 2023    | Nivå 3 | Ettan      | Norra                          | 4         |                                                       |
| 2024    | Nivå 3 | Ettan      | Norra                          | 5         |                                                       |

* 2006 skedde en omstrukturering av Sveriges fotbollsligor genom bildandet av Division 1 i fotboll för herrar som tredje nivå i Sveriges serier. Division 2 och lägre flyttades därmed ned ett steg i seriesystemet.

## Svenska cupen
| Säsong  | Placering |
| ------- | --------- |
| 2012/13 | Omgång 1  |
| 2013/14 | Omgång 2  |
| 2014/15 | Omgång 2  |
| 2015/16 | Omgång 1  |
| 2016/17 | Omgång 1  |
| 2017/18 | Gruppspel |
| 2018/19 | Omgång 1  |
| 2019/20 | Omgång 1  |
| 2020/21 | Omgång 2  |
| 2021/22 | Omgång 2  |
| 2022/23 | Omgång 2  |
| 2023/24 | Omgång 1  |
| 2024/25 | Omgång 1  |

## Publiksnitt
| Säsong | Publiksnitt | Division                  | Nivå   |
| ------ | ----------- | ------------------------- | ------ |
| 2005   | 297         | Division 2 Östra Svealand | Nivå 3 |
| 2006   | 431         | Division 1 Norra          | Nivå 3 |
| 2007   | 549         | Division 1 Norra          | Nivå 3 |
| 2008   | 492         | Division 1 Norra          | Nivå 3 |
| 2009   | 720         | Superettan                | Nivå 2 |
| 2010   | 313         | Division 1 Norra          | Nivå 3 |
| 2011   | 336         | Division 1 Norra          | Nivå 3 |
| 2012   | 299         | Division 1 Norra          | Nivå 3 |
| 2013   | 229         | Division 1 Norra          | Nivå 3 |
| 2014   | 217         | Division 1 Norra          | Nivå 3 |
| 2015   | 338         | Division 1 Norra          | Nivå 3 |
| 2016   | 261         | Division 1 Norra          | Nivå 3 |
| 2017   | 237         | Division 1 Norra          | Nivå 3 |
| 2018   | 174         | Division 2 Norra Svealand | Nivå 4 |
| 2019   | 229         | Division 1 Norra          | Nivå 3 |
| 2020   | 0           | Ettan Norra               | Nivå 3 |
| 2021   | 230         | Superettan                | Nivå 2 |
| 2022   | 269         | Ettan Norra               | Nivå 3 |
| 2023   | 299         | Ettan Norra               | Nivå 3 |

## Spelartruppen
| Nummer      | Land                    | Spelare                  | Födelsedatum      | Kom från              | Moderklubb               |
| Målvakter   | Målvakter               | Målvakter                | Målvakter         | Målvakter             | Målvakter                |
| ----------- | ----------------------- | ------------------------ | ----------------- | --------------------- | ------------------------ |
| 1           | Sverige                 | Izak Stattin             | 6 maj 2008        | Djurgårdens IF        | Sverige                  |
| 25          | Sverige                 | Theo Graasvoll           | 22 juni 2003      | FC Gute               | Sollentuna FK            |
| 30          | Norge                   | Idar Lysgård             | 25 september 1994 | KFUM Oslo             | Raufoss                  |
| Försvarare  |                         |                          |                   |                       |                          |
| 2           | Sverige                 | Esaias Torppa            | 10 april 2005     | Arameisk-Syrianska IF | Järfälla FF              |
| 3           | Sverige                 | Kalle Björklund          | 31 maj 1999       | IFK Stocksund         | Valencia                 |
| 5           | Sverige                 | Carl Norberg             | 5 april 2002      | Assyriska FF          | Ängelholms FF            |
| 12          | Sverige                 | Gabriel Elias Ersoy      | 27 juni 2005      | Vasalunds IF U        | FC Järfälla              |
| 13          | Sverige                 | Filip Bovin              | 22 november 2002  | FoC Farsta            | Enskede IK               |
| 23          | Sverige                 | Robin Sundgren           | 14 april 2002     | AFC Eskilstuna        | Sollentuna FK            |
| 42          | Guinea                  | Amadou Kalabane          | 2 januari 1996    | Örebro Syrianska IF   | Academie Sainte Marie    |
| Mittfältare |                         |                          |                   |                       |                          |
| 4           | Sverige                 | Oliver Stojanovic Fredin | 6 januari 1998    | GIF Sundsvall         | Hittarps IK              |
| 6           | Sverige                 | Nicklas Maripuu          | 2 mars 1992       | IF Brommapojkarna     | AIK                      |
| 8           | Sverige                 | Sebastian Lager          | 30 oktober 2002   | IFK Stocksund         | Täby FK                  |
| 10          | Sverige                 | Marko Nikolic            | 17 september 1997 | Jönköpings Södra IF   | IFK Haninge              |
| 15          | Sverige                 | Filip Lukic              | 12 april 2007     | Vasalunds IF U        | Sverige                  |
| 16          | Sverige                 | Anton Pärleholt          | 16 april 2003     | Norrby IF             | Brämhults IK             |
| 19          | Sverige                 | Samuel Wikman            | 22 januari 2002   | Dalkurd FF            | Danmarks IF              |
| 21          | Sverige                 | Dušan Jajić              | 4 juli 1998       | GIF Sundsvall         | IFK Haninge/Brandbergen  |
| 24          | Sverige                 | Kevin Tadayon            | 30 oktober 2007   | Djurgårdens IF        | Sverige                  |
| Anfallare   |                         |                          |                   |                       |                          |
| 7           | Sverige                 | Alexander Duranic        | 11 oktober 2003   | Vasalunds IF U        | Tullinge Triangel Pojkar |
| 9           | Sierra Leone            | Christian Moses          | 10 augusti 1993   | Assyriska FF          | Lion Pride               |
| 11          | Sverige                 | Douglas Karlberg         | 10 juni 1997      | IK Brage              | Skiljebo SK              |
| 14          | Sverige                 | Noel Birgoth             | 2 mars 2007       | Vasalunds IF U        | Älvsjö AIK               |
| 17          | Sverige                 | Armando Prenga           | 4 februari 2006   | Vasalunds IF U        | Spånga IS                |
| 20          | Bosnien och Hercegovina | Amer Barucija            | 29 april 2005     | Vasalunds IF U        | Sverige                  |
| 22          | Sverige                 | Salim Nkubiri            | 29 juli 2004      | Start                 | IFK Haninge              |

## Tränare
- 1983–1984: Bo Petersson

- 1985-1986: (Lennart ”Liston” Söderberg)
- 1988–1990: Bo Petersson
- 1992–1993: Erik Hamrén (Kjell Jonevret som assisterande)
- 2004–2005: Bo Petersson (hösten 2004 och 2005)
- 2009: Peter Lenell (Per-Åke Swärdh som assisterande)
- 2009–2011: Valentic Azrudin
- 2013: Johan Wickner
- 2013-2015: Babar Rehman
- 2015: Roberth Björknesjö
- 2016: Pascal Simpson
- 2017: Kalle Karlsson
- 2017: Carlos Banda
- 2017: Babar Rehman
- 2018-2019: Nebojša Novaković
- 2019-2021: Dalibor Savic
- 2021: George Moussally
- 2021: Roberth Björknesjö
- 2022: Akis Vavalis
- 2022: Babar Rehman
- 2023: Dimitrios Giantsis
- 2024: Rebaz Hassan
- 2024-: Babar Rehman

## Profiler
Bland de mest kända profilerna kan nämnas Bosse Andersson (var sportchef i Djurgårdens IF till och med 2008), Nebojsa Novakovic (senare stor profil i AIK) och Jones Kusi-Asare (sedermera Djurgårdens IF och Grazer AK, Österrike), Matte Werner (tidigare allsvensk skyttekung med Hammarby IF rundade av karriären i Vasalund.)
På senare år så har Isak Hien spelat i klubben.